# Tyffany Million

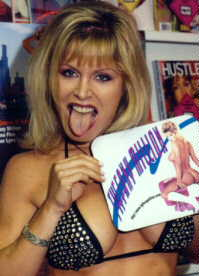
Tyffany Million, 2006

Tyffany Million (* 6. April 1966 als Sandra Lee Schwab in Richmond, Kalifornien) ist eine ehemalige US-amerikanische Pornodarstellerin.
Tyffany war in den späten 1980er Jahren, bevor sie in die Pornobranche wechselte, Mitglied der G.L.O.W. (Gorgeous Ladies of Wrestling) Organisation. Ihr Wrestling-Name für G.L.O.W. war Tiffany Mellon. Sie besuchte die „Carondelet High School“ in Concord, Kalifornien. Ihr erster Hardcorefilm war „Twister“ (1992).
Sie beendete 1994 ihre Karriere. Heute ist sie verheiratet und Mutter von zwei Kindern. Bürgerlich heißt sie seitdem Sandra Margot. Ihre Tochter „Sabree“ wurde im Jahr 1991 geboren. Ihr zweites Kind kam 2000 zur Welt. Sie war dreimal verheiratet. Heute (Stand 2004) ist sie Eigentümerin von „Skye-Lane Investigations“ und ein „California Licensed Private Investigator“, in Los Angeles.
Im Jahr 2012 war sie einer der Gesprächspartner für die Dokumentation After Porn Ends.

## Auszeichnungen
- 1994: AVN Award: „Best Group Sex Scene – Film“ (in New Wave Hookers 3, zusammen mit Crystal Wilder, Lacy Rose, Francesca Lé, Jon Dough und Rocco Siffredi)
- 1994: XRCO Award: „Best Actress“ für die Rolle in Sex von Michael Ninn
- 1995: AVN Award: „Best Supporting Actress – Film“ ebenfalls in Sex
- 2025: Aufnahme in die AVN Hall of Fame[1]